# Trans-Atlantic Balloon Challenge
Trans-Atlantic Balloon Challenge è un videogioco d'azione su un viaggio in mongolfiera pubblicato nel 1987 per Amstrad CPC, Commodore 64 e ZX Spectrum dalla Virgin Games. Il titolo a video nella versione Amstrad ha l'articolo The iniziale, mentre sulle confezioni di tutte le versioni appare anche il sottotitolo The Game.
Il gioco è su licenza della Virgin Atlantic Airways ed è ispirato, sebbene in maniera molto fantasiosa e ben lontana dall'imitare la realtà, a una vera impresa compiuta poco tempo prima con la sponsorizzazione della Virgin. Il 2-3 luglio 1987 Richard Branson (fondatore del Virgin Group) e Per Lindstrand avevano completato la prima traversata dell'Atlantico con pallone ad aria calda della storia, viaggiando dagli Stati Uniti all'Irlanda del Nord a bordo del Virgin Atlantic Flyer.
Nel 1986 Virgin Games aveva avuto un'idea simile con Virgin Atlantic Challenge per Amstrad e Spectrum, anch'esso ispirato a una vera traversata compiuta da Branson, ma in barca.

## Modalità di gioco
Due mongolfiere tentano la traversata dell'Atlantico in competizione tra loro. Una con il marchio della Virgin è controllata dal giocatore, mentre l'avversaria anonima può essere controllata dal computer o da un altro giocatore in simultanea. In ogni caso lo schermo è diviso orizzontalmente a metà e ciascuna parte è dedicata a uno dei contendenti. La visuale di ogni contendente è laterale e mostra la propria mongolfiera fissa al centro di uno sfondo di cielo e nuvole a scorrimento. Sulla sinistra ci sono i rispettivi pannelli informativi con gli indicatori di altitudine, carburante, energia, e con la mappa che mostra l'attuale posizione sull'oceano. Sulla destra ci sono quattro icone di comando per ciascuno.
Ogni contendente controlla di fatto un'aquila, che ha il compito di difendere il proprio pallone e opzionalmente può disturbare l'avversario. L'aquila può volare in orizzontale o verso l'alto, oppure perde quota automaticamente se non viene mossa. Come arma può sparare raggi orizzontali dagli occhi. Ha una barra dell'energia che si consuma volando, e si può recuperare facendola posare sopra il pallone. Terminata l'energia, l'aquila perde una delle tre vite.
La mongolfiera può essere controllata facendo andare l'aquila sulle icone. Due di esse servono a correggere la rotta a destra e sinistra, quando la posizione sulla mappa si allontana dalla linea centrale allungando inutilmente il tragitto. Un'altra icona attiva il bruciatore per far prendere quota alla mongolfiera, consumando però il carburante limitato.
Durante il viaggio si alternano progressivamente il giorno e la notte, riconoscibili dal colore del cielo; il calore del giorno permette di recuperare altitudine gratis, viceversa di notte si tende a perdere altitudine. Anche il peso dell'aquila quando si posa influenza l'altitudine.
Entrambe le mongolfiere vengono attaccate da forze aeree controllate dal computer. Ogni tanto passano dei biplani che sganciano sul pallone vernice o piccole bombe, e se lo colpiscono ne riducono l'altitudine. Più raramente può arrivare anche un missile che può abbattere la mongolfiera con un solo colpo. Il raggio dell'aquila può distruggere gli aerei e i proiettili. Passano inoltre dei personaggi innocui che volano appesi a palloncini, da non colpire, ma da raccogliere per avere bonus di punteggio.
Normalmente l'aquila sta nella visuale del proprio pallone, e se esce da un lato dello schermo riappare da quello opposto. Attivando l'apposita icona è possibile farla andare nella visuale avversaria e viceversa. Qui si può sparare all'aquila avversaria per ridurne l'energia o al pallone per ridurne la quota, o anche andare ad attivare le icone dell'avversario per disturbare il viaggio del suo pallone.
Se la mongolfiera esaurisce l'altitudine e cade in mare, oppure se l'aquila esaurisce le vite, il contendente è eliminato; se un giocatore resta solo, comunque deve ancora riuscire a completare la traversata.

## Accoglienza
Il gioco ricevette diverse recensioni molto negative dalla stampa britannica, tutte con votazioni corrispondenti a circa 2/10: dalle riviste Zzap!64 29 e Your Commodore 36 per la versione Commodore 64, da Sinclair User 66 e Crash 43 per la versione ZX Spectrum. Vennero criticati soprattutto la scarsa giocabilità e lo scarso interesse dell'azione, e meno gravemente anche la semplicità grafica. Invece i giudizi di Commodore User 47 e della tedesca Aktueller Software Markt 10 furono sopra la sufficienza.